# Fishy
Fishy är en svensk romantisk dramakomedi från 2008 som utspelar sig i Stockholmsförorten Fisksätra. Filmen är regisserad och skriven av Maria Blom. Den har visats på Göteborg Film Festival (28 januari 2007), bio (premiär 3 oktober 2008) och TV. Den gavs ut på DVD 2009.

## Handling
Fishy handlar om ett ungt par, som efter nio år tillsammans i en lägenhet i förorten Fisksätra har förlorat gnistan. Vi möter dem som två soffliggare, med chips och TV som underhållning. Danne jobbar på lager och Jonna har just fått ett tillfälligt jobb i en annan stad. Samtidigt får de en ny granne, Micka, som jobbar på ett medieföretag i centrala Stockholm och ofrivilligt har flyttat till "Fiskis". Danne börjar dras till den nya spännande grannen.
Micka är den ständigt festande singeln som drömmer om ett spännande jobb och drar hem nya killar varje natt. Danne är hemmakär och nöjd med tvåsamheten och sin anställning. Till synes har de inget gemensamt, men trots det uppstår oväntat tycke dem emellan. Stillsamt börjar förälskelsen smyga sig på dem.

## Om filmen
Filmtiteln anspelar på förorten Fisksätra som kallas "Fiskis" av lokalbefolkningen. Maria Blom har berättat att hon bott i Fisksätra och att hon trivdes mycket bra där. Filmen spelades in i Fisksätra vintern 2002 (före Masjävlar) och var klar 2003. Den var tänkt som en övningsfilm inför producenten Lars Jönsson.

## Mottagande
De svenska filmkritikerna var i allmänhet positiva.